# أسا مارتن
أسا مارتن (بالإنجليزية: Asa Martin)‏ هو موسيقي ومغني أمريكي، ولد في 25 يونيو 1900 في وينشستر في الولايات المتحدة، وتوفي في 15 أغسطس 1979 في كنتاكي في الولايات المتحدة.

## وصلات خارجية
- أسا مارتن على موقع ميوزك برينز (الإنجليزية)
- أسا مارتن على موقع أول ميوزيك (الإنجليزية)
- أسا مارتن على موقع ديسكوغز (الإنجليزية)